# Håkan Ahlman
Bengt Håkan Johan Ahlman, född 6 januari 1947 i Hedemora församling, död 21 september 2012 i Älvsborgs församling, var en svensk överläkare och professor i endokrin kirurgi vid Sahlgrenska akademin i Göteborg. Han anställdes som professor vid Göteborgs universitet den 1 juli 1994.